# Dorobanț

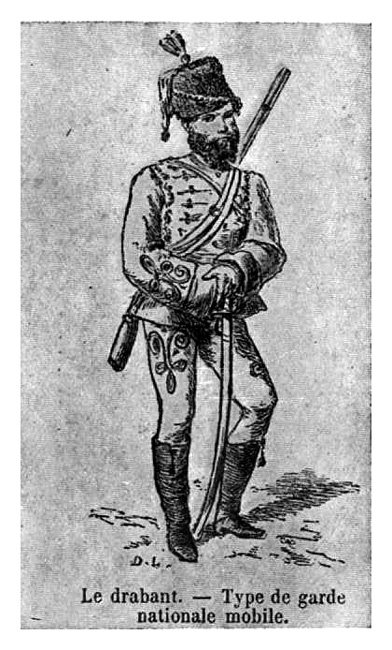
Dorobanț, în 1860

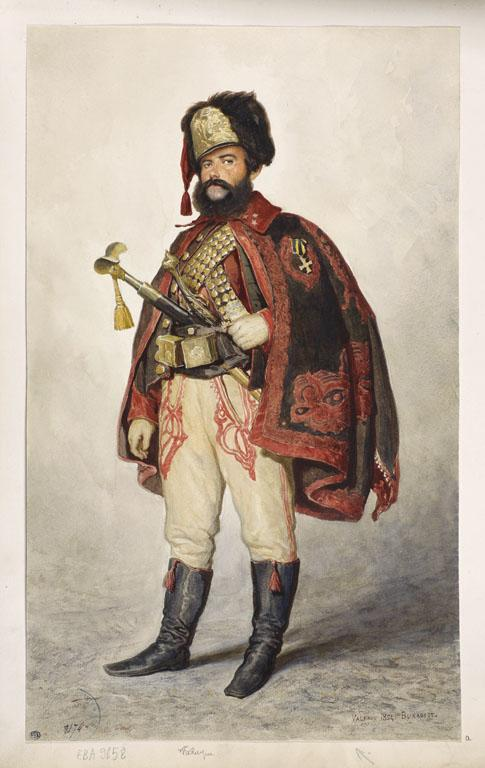
Théodore Valerio, Soldat de Bucarest, 1869

Dorobanț (din cehă domobrana, croată domobrani, slovenă domobranci) a fost denumirea dată unui soldat de infanterie din armata națională, aparținând unui corp a cărui existență este atestată începând din sec. XVII, sub conducerea marelui agă, din 1657. Corpul a fost desființat în 1688 și reînființat la jumătatea sec. XIX.
Prin regulamentul uniformelor adoptat în anul 1873, dorobanții, care făceau parte din trupele teritoriale, numite și trupe „cu schimbul”, pentru că făceau serviciul prin rotație, o săptămână pe lună, în rest fiind liberi să se ocupe de gospodăria proprie, trebuiau să poarte uniforme simple, inspirate din costumul țărănesc, confecționate pe cont propriu. Din acestă cauză, deși existau niște prevederi uniformologice precise, stipulate de regulamentul uniformelor din acea perioadă, în practică exista o diversitate destul de mare a ținutelor, care era determinată de materialele folosite, disponibile în gospodăria țărănească, de influențele portului țărănesc regional și de preferințele dorobanțului care căuta adesea să-și individualizeze și înfrumusețeze costumul. Însemnele de grad erau reprezentate prin galoane albe, subțiri, din bumbac (1 pentru caporal, 2 pentru sergent, 3 pentru sergent-major, 4 pentru plutonier), dispuse orizontal pe gulerul bluzei, sau din galon de bumbac galben (1 pentru fruntaș, 2 pentru caporal) sau fir auriu (1 pentru sergent, 2 pentru sergent-major, 3 pentru plutonier), dispuse oblic la  partea superioară a manșetelor mantalei.
În perioada cuprinsă între anii 1859-1877, efectivul armatei a crescut în mod simțitor, astfel că în primăvara anului 1877 armata română însuma opt regimente de linie și 16 regimente de dorobanți (33 batalioane), fiecare divizie având și câte un batalion de vânători.
În Războiul de Independență al României (1877-1878), armata română își constituise o rezervă generală, compusă din două regimente de dorobanți, un regiment de roșiori și alte formațiuni, dispusă la București. În acest dispozitiv, trupele române au executat, în exclusivitate, până când armata rusă a intrat pe teritoriul României și apoi până a ajuns la fluviu, operația strategică de apărare a Dunării pe o distanță de 650 km.
Datorită faptului că purtau la căciulă pene de curcan, dorobanții erau porecliți "curcani", poreclă prefăcută în renume după războiul de la 1877, fapt fixat definitiv în memoria colectivă prin poezia Peneș Curcanul de Vasile Alecsandri, dedicată eroului dorobanț Constantin Țurcanu.
În al Doilea Război Mondial, mii de dorobanți și-au pierdut viața pe câmpurile de luptă. De exemplu, în unele localități din Ucraina fuseseră înființate cimitire ale militarilor români, în care se aflau și morminte de dorobanți:
- Berezani (raionul Beleaevski, regiunea Odesa) militari români din regimentele: 7, 8, 9, 27 și 32 Dorobanți în Cimitirul eroilor Diviziei a 5-a și militari români din regimentele: 14 și 32 Dorobanți în Cimitirul eroilor din Regimentului 14 Dorobanți.
- Kurgan (raionul Beliaevski, regiunea Odesa) militari români din Regimentul 15 Dorobanți în Cimitirul eroilor din Regimentul 5 Grăniceri, Cimitirul eroilor din Reg. 2 Grăniceri, Cimitirul eroilor din Reg. 18 Dorobanți
- Mirnoe (fost Freudental ), regiunea Odesa, raion Beleievski Cimitirul eroilor din regimentul 33 Dorobanți
- Vasilevka (raionul Beliaevski, regiunea Odesa) militari români din regimentele 9, 10, 13, 14, 15, 16, 26, 27 și 30 Dorobanți
- Vigoda (regiunea Odesa, raion Beleaevski) militari români din regimentele 1, 13, 15, 26, 27 și 31 Dorobanți